# Francesc Nacente Soler
Francesc Nacente Soler (Reus, 24 de novembre de 1841 - Sant Genís dels Agudells, 7 d'octubre de 1894) va ser un escriptor i editor català.
Fill d'un espardenyer, va estudiar primeres lletres al col·legi d'Alexandre Garcia, un prestigiós mestre reusenc, que l'ensenyà de franc en veure les dificultats econòmiques de la família. Va seguir els estudis de batxillerat amb beques, i destacà pel seu prestigi intel·lectual. El 1862 va fundar una societat ateneística, "La Joven Literaria", i en va ser president. El vicepresident era l'escriptor i poeta Francesc Bartrina i d'Aixemús. En aquesta entitat s'hi feien classes de castellà, francès, matemàtiques i dibuix, totes molt concorregudes. D'aquesta societat n'eren membres de mèrit, entre d'altres, Joan Prim i Antoni de Bofarull. "La Joven Literaria" va mantenir-se activa fins al 1868. Amb la seva família marxà a Barcelona, on el seu pare seguia l'ofici d'espardenyer i Francesc Nacente l'ajudava abans d'anar a donar classes de francès. El 1865 va entrar a treballar com a director literari a l'editorial Espasa germans, i traduí obres del francès i de l'alemany per a diverses editorials. Va editar per compte propi, cap al 1875, un recull de drames de Shakespeare, alguns traduïts per ell. Va traduir obres de Victor Hugo, va fer una versió castellana de l'Alcorà i va escriure obres d'història de Suïssa, França i Alemanya. En moltes de les seves obre i traduccions usava el pseudònim de Vicente Ortiz de la Puebla. Cap a 1880 va fundar a Barcelona l'editorial "F. Nacente", coneguda també com a "F. Nacente y Soler", que va publicar diversos manuals tècnics, a més d'obres literàries, l'edició de la Historia Universal de Cesare Cantù el 1886-1889 i la Historia crítica de la guerra de la independencia en Cataluña d'Antoni de Bofarull. El 1892 va publicar una obra sobre antropologia. Va ser president de diverses organitzacions empresarials. Malalt, es retirà a Sant Genís dels Agudells, on va morir.